# Gandahar
Gandahar – francuski film animowany z 1988 roku. 

## Fabuła
Opowieść o młodym strażniku Sylveonie, który został wysłany by uratować swoją krainę, Gandahar, przed najeźdźcami z przyszłości.

## Wersja polska

### Dystrybucja VHS
Film wydano w Polsce na kasecie VHS w wersji z polskim dubbingiem.
Dystrybucja: Polskie Nagrania
Wersja polska: Centralna Wytwórnia Programów i Filmów Telewizyjnych Poltel
Reżyseria: Elżbieta Jeżewska
Dźwięk: Jerzy Rogowiec
Montaż: Zofia Dmoch
Kierownik produkcji: Ewa Borek
Inżynier studia: Andrzej Dzikowski
Lektor: Maciej Gudowski

## Obsada (głosy)
| Polski dubbing      | Postać     | Dubbing angielski   |
| ------------------- | ---------- | ------------------- |
| Leszek Teleszyński  | Sylveo     | John Shea           |
| Katarzyna Kubat     | Airelle    | Jennifer Grey       |
| Adam Ferency        | Metamorf   | Christopher Plummer |
| Ewa Kania           | Ambisextra | Glenn Close         |
| Jerzy Tkaczyk       | Blaminor   | Earl Hammond        |
| Dorota Kawęcka      | ...        | ...                 |
| Elżbieta Kijowska   | ...        | ...                 |
| Andrzej Bogusz      | ...        | ...                 |
| Zbigniew Borek      | ...        | ...                 |
| Stanisław Brudny    | ...        | ...                 |
| Jacek Jarosz        | ...        | ...                 |
| Rafał Kowalski      | ...        | ...                 |
| Mariusz Leszczyński | ...        | ...                 |
| Wojciech Magnuski   | ...        | ...                 |
| Krzysztof Strużycki | ...        | ...                 |